# Castell d'Àqaba
El castell d'Àqaba (àrab: قلعة العقبة, qalʿat al-ʿAqaba), també conegut com a Castell mameluc o fort d'Àqaba, és una fortalesa situada a Àqaba (Jordània). Construït originalment com una fortalesa croada, va ser reconstruït pel sultà mameluc Qànsawh al-Ghawrí al segle xvi. Està localitzat al costat del masteler d'Àqaba, en el qual oneja la bandera de la Rebel·lió Àrab contra l'Imperi Otomà.
En 1916 va ser l'escenari d'una victòria àrab quan la fortalesa, defensada pels turcs va ser presa després d'una càrrega de camells realitzada per les tropes àrabs. Lawrence d'Aràbia va viatjar des d'esta fortalesa fins al Caire per a informar del fet al general britànic Edmund Allenby. El port d'Àqaba es va convertir en la principal base de subministraments per a la Rebel·lió Àrab. El Museu Arqueològic d'Àqaba es troba al costat de la fortalesa i va ser en el seu temps residència de Hussein ibn Ali.